# Lago Porteño
El lago Porteño es un cuerpo de agua superficial ubicado en la Provincia de Última Esperanza de la Región de Magallanes y de la Antártica Chilena.

## Ubicación y características
El lago, con un eje mayor de 12 kilómetros, un área de 24 hectáreas, un perímetro de 37 kilómetros y un volumen almacenado (en cota 0) de 634 hectómetros cúbicos: 112 , está situado dentro del parque nacional Torres del Paine y es tributario del lago del Toro a través de un corto emisario.: 598 

## Hidrografía
Junto al lago Maravilla y el lago del Toro, el lago Porteño ejerce una regulación hidrológica del caudal del río Serrano, emisario de la cuenca.: 16 

## Historia
Luis Risopatrón los describe brevemente en su Diccionario Jeográfico de Chile de 1924:: 692 
Porteño (Lago). Es de corta estensión i se encuentra allegado a la ribera S del lago de El Toro, del que es tributario.